# Château de Masse (Corcelles-les-Arts)
Ne pas confondre avec le Château de Masse, à Espalion en Aveyron.
Le château de Masse est un édifice situé à Corcelles-les-Arts, en France.

## Localisation
Le château est édifié en bordure de la RD 143b à la sortie du village de Masse, sur la route de Corcelles-les-Arts, dans le département de la Côte-d'Or, en région Bourgogne-Franche-Comté.

## Description
Ensemble de bâtiments implantés autour d'une cour ceinte de murs en moellons de pierre apparents non jointoyés et couverts d'un appentis en tuile canal. Un porche en pierre de taille et en pierres percées couvert d'un toit de tuiles plates permet l'accès à la cour par une porte charretière en plein-cintre fermée d'une grille en fer forgé et deux portes piétonnes latérales. De part et d'autre de la cour, se situent deux corps de bâtiments symétriques, celui à l'ouest à usage d'habitation, celui à l'est à usage de  chai. De plan rectangulaire, ils comprennent un rez-de-chaussée et deux étages dont un de comble. Leur toit est à croupes couvert de tuiles plates et percés de lucarnes à fronton triangulaires avec ailerons. Les murs sont en moellons de pierre apparents pour l'ancien chai et enduits pour la maison. Les baies sont rectangulaires ou en plein-cintre pour la baie charretière du chai. Au fond de la cour, un vaste édifice agricole présente une mise en oeuvre similaire.

## Valorisation du patrimoine
Il fait partie d'une exploitation viticole de 3 hectares en côte de Beaune.

## Historique
Le château de Masse est recensé à l'inventaire supplémentaire des monuments historiques.